# Збройні сили Бутану
Збройні сили Бутану - це організація, що відповідає за забезпечення безпеки та оборони держави. Вони складаються з різних підрозділів, включаючи армію та поліцію, які виконують різні функції в державі. Основне завдання Збройних сил Бутану - забезпечення національної безпеки, захисту території та суверенітету держави, а також підтримання порядку та безпеки внутрішнього та зовнішнього оборони.
Бутан налічує 8000 військовослужбовців у п'яти родах військ: Королівська армія Бутану, Королівська охорона, Національна міліція, Королівська поліція Бутану і Лісова охорона. Індія підтримує постійну військову присутність в Бутані через IMTRAT - Індійську групу військової підготовки. Королівська армія Бутану була сформована в регулярні військові сили на початку 1950-х років після вторгнення Китаю до Тибету.
Згідно з рейтингом Global Firepower на 2023 рік Бутан займає останнє місце у рейтингу найсильніших армій світу.

## Історія формування Збройних сил Бутану
Після китайсько-індійської прикордонної війни 1962 року Індія взяла під свій контроль і почала тренувати армію Бутану. Туди було направлено понад 4 000 індійських військових радників. Індія допомогла створити і оснастити військово-повітряні сили Бутану, які дислокуються вздовж кордону з Китаєм, і закликала Росію надати військові вертольоти і логістичну підтримку.
Основним завданням армії була оборона кордону, але вона також допомагала Королівській поліції Бутану у виконанні обов'язків з внутрішньої безпеки. Армія також забезпечувала безпеку в аеропорту Паро і регулювала продаж, володіння і ліцензування вогнепальної зброї, що належить цивільним особам. Для урочистих випадків армія мала оркестр, деякі члени якого пройшли навчання в Індії. Верховним головнокомандувачем армії в 1991 році був Друк Гьялпо; повсякденними операціями керував начальник оперативного управління. Головний оперативний офіцер мав звання полковника до 1981 року, коли його посаду було підвищено до генерал-майора. Організаційно штаб армії належав до рівня міністерства і безпосередньо підпорядковувався Раді Міністрів.
Більшість озброєння армії у 1980-х роках було вироблено в Індії. Гвинтівки, багнети, кулемети і 81-мм міномети були зазначені в армійському арсеналі, але деякі з них вважалися застарілими. Дані про витрати на оборону не були загальнодоступними, а в бюджетній інформації, опублікованій Комісією з планування, їх можна було знайти лише в загальних урядових витратах. У 2002 фінансовому році уряд Бутану витратив на військові потреби 1,9% свого ВВП, або 9,3 млн. доларів США.
На початку 1990-х років індійські сепаратистські групи Об'єднаний фронт визволення Асома (ОФВА), Національний демократичний фронт Бодоленду (НДФБ) і Організація визволення Камтапуру (ОВК) почали таємно розбивати табори в густих південних джунглях Бутану. У 2003 році 6-тисячна армія Бутану розпочала перший наступ у своїй історії, атакуючи індійських сепаратистів-повстанців (ULFA) з таборами на території країни.
Бутанська та індійська армії мають зв'язки ще з початку 60-х років. Більшість тренувань бутанської армії проводиться Індійською групою військової підготовки (IMTRAT) в Бутані. У грудні 2003 року бутанська армія під особистим керівництвом короля здійснила несподіване і успішне військове вигнання бойовиків ULFA (Об'єднаного фронту визволення Ассаму) і Бодо з їхніх незаконних таборів на південному сході Бутану. 
Північно-східні повстанці - в тому числі Об'єднаний фронт визволення Ассама (ULFA), Національний демократичний фронт Бодоланду (NDFB) і Організація визволення Камтапуру (KLO) - зазнали серйозної невдачі, коли Королівська армія Бутану в ході добре організованої кампанії знищила їхні табори на своїй території. "Нашому терпінню є межа", - сказав Єшей Дорджі, директор МЗС Бутану, - "Ми не можемо дозволити озброєним бойовикам знищити наші табори. "Ми не можемо дозволити озброєним бойовикам відкривати парад на нашій землі, нехтуючи механізмами правопорядку". Повідомляється, що близько 120 повстанців було вбито і понад 500 поранено. Деякі важливі лідери були заарештовані. Хоча немає конкретних доказів того, що ці групи повертаються, було кілька повідомлень про те, що деякі індійські сепаратистські бойові групи можуть проникати через кордон, щоб уникнути переслідування індійської армії.
Сприйняття бутанської армії населенням варіюється залежно від етнічної приналежності людей. Друпки ставляться до національної армії з великою повагою. З іншого боку, люди непальського походження дивляться на цю ж армію з підозрою, оскільки вона відіграла важливу роль у вигнанні значної частини непальського населення з Бутану.

## Повітряна підтримка
Збройні сили Бутану покладаються на підтримку Східного повітряного командування Повітряних сил Індії. Останніми роками Індія допомогла Бутану розвинути власні збройні сили в усіх галузях через передачу обладнання й навчання. Загалом 8000 особового складу. Гелікоптери Повітряних сил Індії евакуювали поранених військовиків Бутану до Індії на лікування під час Операції «Все чисто» в 2003 році.